# Pastor basc
El pastor basc (en basc Euskal artzain txakurra) és una raça de gos originària del País Basc, tradicionalment utilitzada com a gos pastor i guarda del bestiar. Existeixen dues varietats, la gorbeiakoa i la iletsua. La raça va ser reconeguda oficialment per la Reial Societat Canina d'Espanya l'1 de juny de 1995.

## Història
El gos pastor és el gos més antic. D'ençà que l'home va passar de ser nòmada a agricultor i ramader ha anat utilitzant gossos per a la labor del pasturatge. Algunes restes òssies trobades en coves del Neolític donen fe que, 12.000 anys enrere, els ramaders de la regió ja empraven a aquests animals per al pasturatge. Podem trobar a l'Euskal Artzain Txakurra (EAT) en la mitologia popular basca. Més tard, se li ha reconegut en diversos frescs pictòrics del segle xvi, testificant una popularitat que va arribar a transcendir des dels ambients rurals a les més altes esferes de la cort de l'època. A partir del segle xviii apareixen pintats o dibuixats en els llenços de Paret i Alcazar, Doré, Guiard, Arrue i altres.
Des de finals del segle xix a les primeres dècades del segle xx va sorgir una època de regressió d'aquesta raça, sobretot a Guipúscoa i Navarra, a causa dels forts atacs del llop als ramats pel que els pastors van substituir als gossos careadors pels artzanores o mastins. A Àlaba i Biscaia, no obstant això, aquesta disminució no va ser tan acusada i van alternar els treballs en el pasturatge amb el de guarda i avís en els caserius quan no estaven amb els ramats. Aquest saber combinar treballs va ser una de les claus perquè la raça no s'extingís.
Posteriorment van començar a organitzar-se concursos internacionals de gossos de pasturatge. Gràcies a l'admiració que va despertar aquesta raça entre els quals presenciaven la seva tasca, es va iniciar un pla via beca i projecte de recerca per estudiar aquests gossos amb metodologia etnològica, bioquímica, genètica, reproductiva i etològica el 1991. Després d'un exhaustiu examen de més de tres mil exemplars de tot Euskadi, va tenir lloc el seu reconeixement de l'EAT.
Desgraciadament, el localisme d'una raça canina genera, en la majoria dels casos, múltiples obstacles per a la seva supervivència. Avui dia, l'Euskal Artzain Txakurra té tan sols 696 exemplars reconeguts d'ençà que es va celebrar la primera monogràfica de la raça.

## Pes i alçada
- Pes:
  - Mascles: de 18 a 36 kg.
  - Femelles: de 17 a 19 kg.

- Alçada:
  - Mascles: de 47 a 61 cm.
  - Femelles: de 46 a 59 cm.

## Temperament
- Iletsua: Té un instint territorial, però sempre manté un vincle fort amb el seu amo, ja que sempre està amb ell i és rara la vegada que se'n separa.

## Cures
A causa que els dos posseeixen característiques de pastors es recomana que tinguin el suficient exercici per poder estar en forma. Un raspallat regular per remoure els pèls morts i un bany es farà quan sigui necessari.

## Entrenament
Tot l'entrenament pot iniciar-se amb un petit curs bàsic d'educació (que el gos aprengui a quedar-se quiet, assegut, que es mogui quan l'entrenador l'hi ordeni). Sense importar l'edat es pot començar la socialització perquè pugui aconseguir tenir confiança amb el seu amo i amb les altres persones.

## Activitat
El pastor basc es deixa agafar, acariciar i corre com un campió pel que necessita un camp on pugui campar lliurement per llargs períodes. Donar algunes caminades i mantenir-se actiu ja sigui jugant amb la pilota o petites però intenses sessions de joc amb la família.

## Esperança de vida
D'11 a 13 anys.